# Xã Whitefield, Quận Kandiyohi, Minnesota
Xã Whitefield (tiếng Anh: Whitefield Township) là một xã thuộc quận Kandiyohi, tiểu bang Minnesota, Hoa Kỳ. Năm 2010, dân số của xã này là 525 người.